# Natural Le Coultre
Natural Le Coultre est une entreprise suisse de transport fondée en 1859. Elle fait partie du groupe André Chenue depuis 2017.

## Histoire
L'entreprise, spécialisée initialement dans le déménagement et l'entreposage en garde-meuble, est fondée à Genève en 1859 par Étienne Natural, sous le nom de « Natural Transports ». En 1899, elle lance un service d'agence de voyages. En 1901, Albert-Maurice Natural, descendant du fondateur, est rejoint par Émile-Étienne Le Coultre (1871-1945) : en 1904, les deux hommes fondent une société anonyme, « A. Natural, Le Coultre & Cie S. A. ». L'adresse genevoise du siège devient à partir de 1911 le 6 avenue de Sécheron. En 1919, la société possède des filiales à Bâle, Saint-Gall, Buchs, et des agents transitaires à Annemasse, Paris et dans la plupart des ports français et belges,. Cette même année, la société entre dans le capital de la première compagnie aérienne suisse de transport de passagers, Avion-Tourisme S. A., via John F. Michel (1879-1964), son directeur.  
Au début de la Première Guerre mondiale, la société offre ses services de façon gracieuse au Comité international de la Croix-Rouge.
En 1938, Émile-Étienne Le Coultre est président de la Fédération suisse des agences de voyages.
En 1956, le président de la société, Charles-Émile Le Coultre (1920-1997), petit-fils du cofondateur, met un terme au transport par chevaux.
Entré dans la société vers 1950, Jean-Jacques Bouvier devient, avec sa famille, l'actionnaire majoritaire de Natural Le Coultre en 1984. Prenant la direction, il y développe en 1989 une filiale pour le transport d'objets précieux, Fine Art Transports Natural Le Coultre : son fils, Yves Bouvier est nommé à la tête de cette filiale,.
En 1998, Yves Bouvier est nommé président de Natural Le Coultre. Il développe plusieurs ports francs à Genève, Singapour, au Luxembourg. Natural Le Coultre regroupe la même année ses activités de déménagement, de garde-meubles et de livraisons avec la société genevoise Pelichet.
Rattrapé par une série d'affaires financières en partie liées au transport des œuvres d'art, il est contraint de vendre en 2017 ses participations dans la société au transporteur français André Chenue, via la holding qui porte ce dernier, Horus Finance, pour un montant non divulgué. Des tractations auraient également eu lieu avec la société new-yorkaise Crozier Fine Arts, rattachée à Iron Mountain. Au même moment, dans le cadre de l'enquête pour fraude fiscale qui frappe Yves Bouvier, l'Administration fédérale des contributions suisse (AFC) fait séquestrer l'un des bâtiments de Natural Le Coultre à Genève, estimé à une valeur de 4,5 millions de francs suisses.
Au moment de la vente, l'entreprise comptait 43 employés.